# ويليام جاي تاتل
ويليام جاي تاتل (بالإنجليزية: William J. Tuttle)‏ هو فنان ماكياج أمريكي، ولد في 13 أبريل 1912 في جاكسونفيل في الولايات المتحدة، وتوفي في 27 يوليو 2007 في لوس أنجلوس في الولايات المتحدة.

## وصلات خارجية
- ويليام جاي تاتل على موقع IMDb (الإنجليزية)
- ويليام جاي تاتل على موقع قاعدة بيانات الفيلم (الإنجليزية)